# Gustav Frenssen

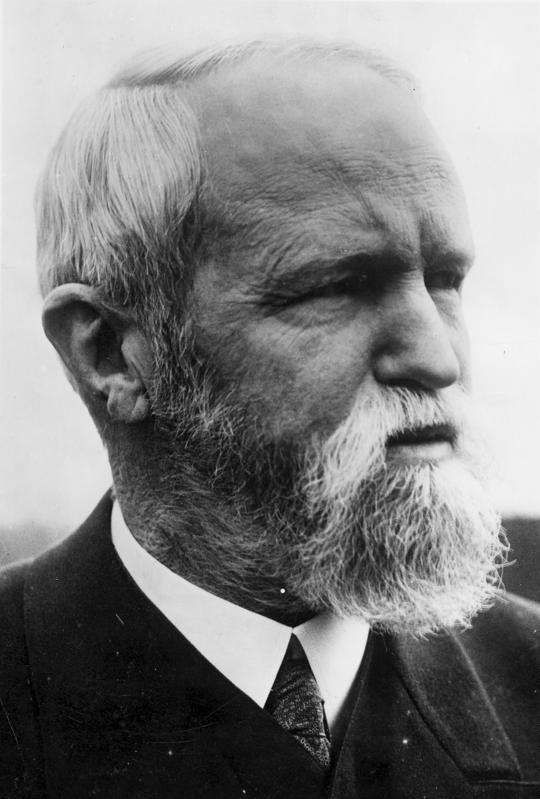
Gustav Frenssen

Gustav Frenssen (Barlt, 19 oktober 1863 – aldaar, 11 april 1945) was een Duits auteur. Zijn werken behoorden tot de massaliteratuur van het Duitse Keizerrijk en van het nazitijdperk.

## Leven en werk
Frenssen werd op 19 oktober 1863 geboren in het dorp Barlt (Hertogdom Holstein). Hij was de zoon van de meubelmaker Hermann Frenssen (1829-1919) en Amalie Hansen (1827-1897). Vanaf 1886 studeerde hij theologie aan de universiteiten van Berlijn, Tübingen en Kiel. Na zijn studie werd hij pastor in Hennstedt en ten slotte pastor in Hemme. In 1890 trouwde hij met Anna Walter. Uiteindelijk gaf Frenssen zijn herderlijke taak op en besteedde hij al zijn tijd aan de literatuur. Als veelgelezen auteur bereikte hij met zijn boeken een totale oplage van 3 miljoen exemplaren.
Vooral Frenssens werk vanaf 1906 is sterk volksnationalistisch en racistisch gekleurd. Vanaf 1933 was Frenssen, die een fanatiek aanhanger was van het nationaalsocialisme van Adolf Hitler, in zijn werk ook rabiaat antisemitisch. In de Duitse Bondsrepubliek van na de Tweede Wereldoorlog werd hij aanvankelijk nog geëerd als auteur. In veel steden werden straten naar hem genoemd. Vanaf 1983 kwam een tegenbeweging op gang waarbij Frenssens naam van de straatnaamborden verdween.

## Oeuvre
- Die Sandgräfin. Berlijn, 1896
- Die drei Getreuen. Berlijn, 1898 1)
- Dorfpredigten. Göttingen, 1899–1902
- Eine Handvoll Gold. Leipzig, 1901
- Jörn Uhl. Berlijn, 1901  1)
- Hilligenlei. Berlijn, 1905 1)
- Peter Moors Fahrt nach Südwest.  Berlijn 1906, over de Namibische Genocide 1)
- Das Leben des Heilands. Berlijn, 1907
- Klaus Hinrich Baas. Berlijn 1909 1)
- Der Untergang der Anna Hollmann. Berlijn 1911
- Sönke Erichsen. Berlijn 1913
- Bismarck. Berlijn 1914
- Die Brüder. Berlijn 1917
- Grübeleien. Berlijn 1920
- Der Pastor von Poggsee. Berlijn 1921
- Briefe aus Amerika. Berlijn 1923
- Lütte Witt. Berlijn 1924
- Otto Babendiek. Berlijn 1926 1)
- Möwen und Mäuse. Berlijn 1927
- Die Chronik von Barlete. Kulturgeschichte eines niedersächsischen Dorfes. Berlijn 1928
- Dummhans. Berlijn 1929
- Der brennende Baum. Berlijn 1931
- Meino der Prahler. Berlijn 1933
- Geert Brügge. München 1934 en Berlijn 1935
- Die Witwe von Husum. Berlijn 1935
- Der Glaube der Nordmark. Stuttgart 1936 2)
- Vorland. Berlijn 1937
- Land an der Nordsee. Leipzig 1938
- Lebensbericht. Berlijn 1940
- Lebenskunde. Berlijn 1942
- Der Landvogt von Sylt. Berlijn 1943
  - 1): Ook in Engelse vertaling verschenen.
  - 2): Gericht tegen het in de ogen van veel nazi's bij het Germaanse ras niet passende christelijke geloof.

- Bibsys: 90062690
- Biblioteca Nacional de España: XX1274705
- Bibliothèque nationale de France: cb12197137s (data)
- Digitale Bibliotheek voor de Nederlandse Letteren: fren018
- Gemeinsame Normdatei: 118535269
- International Standard Name Identifier: 0000 0001 1059 7654
- Library of Congress Control Number: n86113633
- Nationale Bibliotheek van Letland: 000010611
- Nationale Bibliotheek van Tsjechië: jn20011018916
- Nationale Bibliotheek van Israël: 987007303368405171
- Nationale Bibliotheek van Polen: a0000001185823
- Nederlandse Thesaurus van Auteursnamen: 070371121
- Istituto Centrale per il Catalogo Unico: CUBV069020
- LIBRIS: 187442
- SNAC: w6bg4dxb
- Système universitaire de documentation: 030585392
- Virtual International Authority File: 44344883
- WorldCat: E39PBJw4FbGfHMhX6wMPHWPbBP